# Lulu & Leon
Lulu & Leon er en dansk krimiserie, der er instrueret af Jannik Johansen. 
Serien er den største dramasatsning på TV3 og har kostet ca. 30 mio. kr. at producere.

## Handling
Lulu er mor til to med sin egen frisørsalon. I 10 år har hun boet sammen med Leon, en karismatisk familiefar og vaneforbryder, og da fælden med et klapper om Leon, står Lulu efterladt ved alteret som brud og med en hel bunke af problemer.

## Medvirkende
- Lene Maria Christensen – Lulu
- Lars Brygmann – Leon
- Lars Kaalund – Patrick Smith
- Nicole Johansen – Isabella
- Jacob August Ottensten – Jonatan
- Jakob Randrup – Johnny Jensen
- Henning Valin Jakobsen – Ole Sund
- Anne Louise Hassing – Mille
- Anders Budde Christensen – Krede
- Flemming Jensen – Simon Thorsen
- Thomas Levin – Ken Jensen
- Lars Bom – Rotte
- Lene Nystrøm – Alexandra von Linden
- Karen-Lise Mynster – Henriette Isaksen
- Jens Basse Dam – Kristian
- Vladimir Pintchevski – Alexis
- Oliver Jagd Miehe-Renard – Tobias
- Søs Egelind
- Caroline Drasbæk
- Nastja Arcel
- Søren Poppel
- Jesper Binzer